# فرقة بانزر كلاوزفيتز
فرقة بانزر كلاوزفيتز كانت فرقة بانزر ألمانية خلال الحرب العالمية الثانية، سميت على اسم كارل فون كلاوزفيتز.
تم تشكيلها في منطقة وسط ألمانيا في بداية أبريل 1945 تحت قيادة جينيرال لوتنانت مارتن أونرين، من الفرقة بانزرجرينادير 233 و سحب قوات بانزرجرينادير من فرقة بانزر الإحتياطية 233 والمركبات من مدرسة التدريب بانزر في بوتلوس. جاءت عناصر أخرى من اللواء الاحتياطي لفرقة بانتسرغرانادیر غروس دویتشلاند، وبقايا فرقة بانزر هولشتاين، وفيلق بانزر فيلدرهنرهال، ووحدات مستمدة من مجموعة الجيوش بلومنتريت.
كان معظم المشاة من قدامى المحاربين في الخطوط الأمامية الذين تم نشرهم في الفرقة بعد شفائهم من الإصابات، وكانت أطقم الدبابات تتكون في الغالب من المدربين. ومع ذلك، كانت الوحدة تعاني من نقص كبير في المعدات - بشكل عام، كانت متاحة فقط لحوالي 20 ٪ من المركبات المخصصة. غالبًا ما كانت المعدات قديمة - العديد من الدبابات كانت بانزر-3 أو بانزر-4 - وفي حالة سيئة للإصلاح. تم تجهيز الوحدات الفردية بمجموعة متنوعة من المركبات، مما جعل الصيانة صعبة، وكانت الذخيرة قليلة. لم تكن هناك قطع مدفعية ومعدات إشارة قليلة جدًا ولا قوات إمداد.